# Coupe du monde féminine de football des moins de 17 ans 2024
La Coupe du monde féminine de football des moins de 17 ans 2024 est la 8e édition de la Coupe du monde féminine de football des moins de 17 ans, organisée par la FIFA. Elle s'est déroulée du 16 octobre au 3 novembre 2024 en République dominicaine.

## Villes hôtes
- Saint-Domingue
- Santiago de los Caballeros

## Équipes qualifiées
- République dominicaine (pays hôte)
- Corée du Nord
- États-Unis
- Nigeria
- Mexique
- Japon
- Espagne
- Brésil
- Maroc
- Colombie
- Corée du Sud
- Nouvelle-Zélande
- Cameroun
- Pologne
- Angleterre
- Nigeria
- Zambie

## Phase finale

### Demi-finales
- Corée du Nord 1 – 0  États-Unis
- Espagne 3 – 0  Angleterre

### Finale
- Corée du Nord 1 – 1 (4-3 tab)  Espagne